# Galathealinum
Galathealinum is een geslacht van borstelwormen uit de familie van de Siboglinidae.

## Soorten
- Galathealinum arcticum Southward, 1962
- Galathealinum brachiosum Ivanov, 1961
- Galathealinum bruuni Kirkegaard, 1956